# 에마뉘엘 에부에
에마뉘엘 에부에(Emmanuel Eboué, 1983년 6월 4일 ~ )는 코트디부아르의 전 축구 선수이다. 그는 훌륭한 신체 밸런스와 개인기를 바탕으로한 오버래핑이 위력적인 선수이다.

## 클럽 경력

### 초창기
에부에는 2002년 벨기에 주필러 리그의 KSK 베베렌으로 이적하기 전 ASEC 미모사 축구 클럽에서 그의 커리어를 시작하였다. 아스널 FC 스카우터들은 KSK 베베렌에서 3시즌을 보낸 그의 인상적인 활약을 주시하고 있었다.

### 아스널
KSK 베베렌과 아스널 FC는 기술적 제휴를 맺고 있었으며, 아르센 벵거는 2004-05시즌 시작 전에 그를 테스트 했으나 영입하지는 않았다. 하지만 그의 플레이를 계속 주시하던 아르센 벵거는 윈터 브레이크에 그를 런던으로 데려왔다. 에부에의 데뷔전은 스토크 시티 FC와의 FA컵 경기였다.
에부에는 2004-05 시즌에는 잉글랜드 프리미어리그 1경기, 컵대회 3경기만을 출장하고 대부분 시즌을 리저브 팀에서 보냈다.
그는 2005-06 시즌도 리저브 팀에서 시즌을 시작하였지만, 주전 오른쪽 수비수인 로렌 에타메의 부상으로 출장 기회를 잡게 되었다. 그는 잉글랜드 프리미어리그에 18경기 출장하여 2 어시스트를 기록하였고, 컵대회에 14번 출장하여 2005년 10월 25일 선덜랜드 AFC와의 풋볼 리그 컵 제 3라운드에서 자신의 아스널 데뷔 첫 골을 성공시켰다.
로렌의 부상이 장기화 되자, 에부에는 주전 오른쪽 수비수로 기용되었다. 에부에는 2005-06 시즌 UEFA 챔피언스리그에서 준수한 활약을 펼쳤다. 레알 마드리드 CF와의 16강전에서는 아스널의 오른쪽 수비수인 에부에가 공격을 하고 레알의 왼쪽 공격수인 호비뉴가 수비를 하는 진풍경이 벌어지기도 했다. 에부에는 스타드 드 프랑스에서 열린 2005-06 시즌 UEFA 챔피언스리그 결승전에도 오른쪽 수비수로 선발 출장하였다.
2006-07시즌 로렌 에타메의 이적으로 확고부동한 주전의 자리를 차지한 에부에는 리그에서 5 도움, 유럽 대회에서 1골 1도움의 좋은 활약을 펼쳤지만, 잔부상으로 인해 총 35경기에 출장하였다. 시즌이 끝나고 그는 활약을 인정받아 장기 계약을 채결하게 되었다. 2007-08 시즌에는 새로이 영입된 오른쪽 수비수 바카리 사냐와 주전 경쟁을 펼쳤으나, PFA 올해의 축구 선수로 선정될 만큼 뛰어난 활약을 보인 사냐에게 밀려서 주로 백업 요원과 오른쪽 윙 요원으로 활약했다.
2008-09 시즌은 에부에에게 시련의 시즌이었다. 2007-08 시즌 종료 후에 마티유 플라미니의 이적으로 앵커맨을 잃은 벵거 감독은 에부에를 중앙 미드필더로 기용하였다. 벵거감독은 그를 패스마스터라고 칭찬 하면서까지 중앙 미드필더로 기용하려 했으나 에부에에게 그 중책은 버거웠고, 얼마 후 다시 오른쪽 미드필더 자리로 돌아오고 말았다. 아스널에서 뛴 이래로 가장 많은 경력을 쌓았지만, 윙어임에도 불구하고 저조한 득점력과 어시스트 능력은 항상 비판의 대상이 되었다. 결국 2008년 12월 6일 위건 애슬레틱 FC과의 리그 홈 경기에서 관중들에게 야유를 받고 말았다. 이후 ACF 피오렌티나로의 이적설이 대두되었지만, 에부에는 결국 잔류를 선택하였다.
09-10 시즌에는 주로 교체요원으로 활동하였고, 경기 후반부 팀에 활력을 불어넣는 역할로 팀의 선전에 일조하였고. 간결한 드리블로 상대 진영을 휘저어 놓는 에부에의 크랙 능력은 드리블러의 부재로 고심하던 벵거 감독의 고민을 어느정도 덜어주었다. 그는 시즌 후반부터 바카리 사냐의 폼 저하로 오른쪽 수비수로 뛰었다. 2009-10 시즌엔 총 36경기에 출장하여 3골 4어시스트를 기록하였다.
그는 국가대표에서는 주전 오른쪽 수비수로 활약한다. 2006 FIFA 월드컵에서도 뛰었으며, 2010 FIFA 월드컵 최종 엔트리에도 포함되었다. 특히 2010 FIFA 월드컵에서는 조별리그 3차전 북한전 당시, 북한 감독 김정훈이 선수들과 작전 회의 중이었는데 에부에는 근처에서 그들 말을 알아듣듯이 고개를 끄덕여 전 세계 팬들을 웃음의 도가니로 몰아넣었다. 그의 A매치 첫 득점은 2009년 11월 18일 코트디부아르가 독일과 2-2로 비긴 경기에서 있었다.

### 갈라타사라이
2011년 8월 17일, 에부에는 약 54억 원에 갈라타사라이로 이적하였다.

## 그 외
- 에부에의 별명은 '댄서'다. 골 세리모니를 할 때나, 클럽하우스에서 그는 춤을 추며 분위기를 띄운다. 최근에는 동료 데니우송에게 삼바춤을 배우고 있다고 한다. 그의 팀 동료들은 입을 모아 그가 팀 내 제일의 입담꾼이자 댄서라고 추켜세운다.[4]
- 에부에는 매우 두터운 신앙심을 가졌다. 경기가 끝나고 종종 'Jesue Loves You'라고 쓰인 티셔츠를 입고 있는게 목격이 되는데, 그는 "하나님이 저와 제 친구, 가족에게 하시는 일에 대해 감사해야 한다는 걸 알고 있기 때문에 그 셔츠를 입으면 정말 행복합니다. 시간이 날 때마다 기도 드립니다." 라고 말했다.
- 에부에는 벨기에의 클럽 KSK 베베렌으로 이적하고 나서 일찌감치 벨기에인 아내와 결혼하였고, 현재 두 딸을 기르고 있다. 그는 결혼하면서 EU 국적을 얻게 되었고, 이것이 벵거 감독이 그를 영입하게 된 결정적 이유 중 하나가 되었다.
- 에부에는 경합 상황에서 헐리웃 액션을 자주 시도한다. 그러항 행동은 팀의 감독인 아르센 벵거 감독에게도 비판 받은적이 있는데, 2005-06 시즌 UEFA 챔피언스리그 결승전에서 솔 캠벨이 득점한 프리킥을 얻기 위해 다이빙을 한 것이 밝혀지고 나서다. 벵거 감독은 "확실히 파울은 없었습니다. 전 에부에의 행동을 비난하고 유감스럽게 생각합니다. 전 언제나 시뮬레이션에 반대해 왔습니다. 에부에는 파울 당한 것처럼 헐리웃 액션을 취했습니다. 전 헐리웃 액션을 혐오스럽게 생각합니다."라고 말했다.[5]
- 아들이 아스날에서 뛰고 있다고 밝혔다.
- 에이전트와 계약 분쟁으로 1년간 FIFA 징계를 받아 선더랜드에서 방출된 적이 있다. 이 일로 자살을 생각할 정도로 힘들었었다고 털어놓았다.

## 플레이 스타일
에부에는 오른쪽 수비수이자 오른쪽 윙어이다. 그는 굉장히 공격적인 성향을 띈다. 매우 공격적인 오버래핑과 공격 가담 능력을 보여주어, 바카리 사냐가 영입되고 나서는 주로 오른쪽 윙어로 활약하였다. 2009-10 시즌에는 주로 후반 분위기 반전을 위한 조커로 투입되었다. 그는 간결한 드리블을 이용한 드리블에 능하다. 특히, 크로스가 굉장히 훌륭하다. 헤딩에 능하지 못하다는 평을 받는 티에리 앙리도 에부에와는 헤딩골을 몇차례 합작하기도 했다. 다만, 단점이 있다면 슛팅 정확도가 떨어진다. 그리고 경합상황에서 종종 헐리웃 액션을 취한다. 그로 인해 쓸데없는 경고를 얻기도 한다.